# Willem Hupkes (voetballer)
Willem Hupkes (Duiven, 19 oktober 1979) is een voormalige Nederlandse profvoetballer van BV De Graafschap (Doetinchem), SC Cambuur (Leeuwarden) en Sankt Pauli (Hamburg, Duitsland). Na zijn afscheid van het betaalde voetbal kwam hij uit voor de amateurs van SV Babberich en FC Lienden.